# Катастрофа Ан-26 под Хабаровском (2021)
Катастрофа Ан-26 под Хабаровском — авиационная катастрофа, произошедшая 22 сентября 2021 года на территории Большехехцирского заповедника (Хабаровский край). Транспортный самолёт Ан-26КПА, принадлежавший ЗАО «Лётные проверки и системы», выполнял технический рейс. На его борту находились 6 членов экипажа.

## Самолёт
Ан-26КПА (регистрационный номер RА-26673, серийный 8408) эксплуатировался с 1979 года. Принадлежал ЗАО «Лётные проверки и системы».

## Экипаж
Симонов Михаил Александрович — командир воздушного судна (пилот-инструктор), 04.06.1966 г.р.
Зайцев Дмитрий Вячеславович — бортмеханик, 27.07.1972 г.р.
Попов Георгий Александрович — второй пилот, 22.01.1985 г.р.
Дрожжин Юрий Николаевич — старший штурман (инструктор), 04.02.1970 г.р.
Большаков Андрей Анатольевич — штурман, 28.03.1976 г.р.
Твердунов Сергей Васильевич — старший бортинженер-оператор по облёту РТС, 03.06.1961 г.р.

## Хронология событий
Сообщение о том, что Ан-26КПА борт RА-26673 пропал со связи, поступило в 11:45 по московскому времени.
Позднее стало известно, что самолёт летел на высоте 600 метров, на его борту находился только экипаж.
Поиски были начаты сразу после потери связи с экипажем, но работа поисковиков осложнялась погодными условиями.
В район предполагаемого падения самолёта вылетел вертолёт Ми-8 борт RА-24479, но по погодным условиям вынужден был вернуться.
Поиски продолжились с наступлением светлого времени суток, с воздуха удалось обнаружить место падения самолёта. По данным экипажа поискового вертолёта, выживших членов экипажа рядом обнаружено не было.
Позднее, после того, как к месту катастрофы смогли добраться наземные силы спасателей, была подтверждена гибель всех 6 членов экипажа. Члены экипажа были из разных городов России, при этом жителей Хабаровского края среди них не было. В результате крушения самолёт разрушился на несколько фрагментов и восстановлению не подлежит. Разрушение самолёта произошло вследствие того, что он врезался в гору на высоте 729 метров над уровнем моря.
Всего в операции по поиску пропавшего самолёта было задействовано 70 человек и 20 единиц техники.

## Расследование
Межгосударственным авиационным комитетом проведено расследование причин катастрофы. В окончательном отчёте говорится:
Причиной авиационного происшествия с самолётом Ан-26 RA-26673 явилось выполнение полёта по облёту радиомаячных средств ВПП 05R аэродрома Хабаровск (Новый) в инструментальных (приборных) метеоусловиях на высоте 600 м QFE, что значительно меньше установленной минимальной безопасной высоты (1200 м QFE) в секторе, где произошло АП, что привело к столкновению со склоном горы в управляемом полёте.
На месте катастрофы были найдены бортовые самописцы самолёта.

## Реакция
По факту произошедшего возбуждено уголовное дело, в ходе которого рассматриваются две основных версии катастрофы — ошибка диспетчера и ошибка пилотирования.